# Мор хо!
„Мор хо!“ е патриотично стихотворение от романтичната епоха, написано от Само Халупка през 1864 г. То включва както вдъхновения от фолклора, така и от историята на Словакия.

## Характеристики
Стихотворението изразява духа на демокрацията и дълбокия патриотизъм по романтичен начин. Основният акцент е върху две противоположни идеи и светове: желанието за мир, свобода и равенство в красивата земя с горди граждани, срещу насилието, поробителството и агресията. От една страна, словаците жертват живота си за благородни мечти и, въпреки че умират, те са моралните победители; от друга страна, римляните се срамуват, все едно са роби.
Халупка избира формата на фолклорна литература, език и ритъм, за да подчертае духа на демокрацията на поемата.

## Тема на поемата
Стихотворението е базирано на книгата на Шафарик „История на славянския език и литература“ от 1826 г., в която той пише за въоръжената битка между Лимигантес и римския император Константин II, който нахлува в Панония през 358 г.
Авторът коментира стихотворението си в списание „Сокол“ през 1864 г. така:
| „ | Виждам истинската причина за злобата на императора в съзнателността на словаците. Какво може да бъде по-опасно и омразно за Рим, който поробва всички нации, отколкото принципът на обща свобода и равенство, който не може да се намери в никой друг народ, освен в словаците през този период? Те спечелиха свободата си и изгониха своите господари. Този пример би могъл да повлияе на други, по-специално славянски нации под властта на Рим. | “ |

## Интерпретация
Стихотворението е порив на патриотичен ентусиазъм от връстниците на Халупка и по-старите поколения (например по време на Словашкото национално въстание).

## Външни източници
- Стихотворението може да се намери на МСП Zlatý fond